# Cohors VI Raetorum
Die Cohors VI Raetorum (deutsch 6. Kohorte der Räter) war eine römische Auxiliareinheit. Sie ist durch Militärdiplome, Inschriften und Ziegelstempel belegt.

## Namensbestandteile
- Raetorum: der Räter. Die Soldaten der Kohorte wurden bei Aufstellung der Einheit aus dem Volk der Räter auf dem Gebiet der römischen Provinz Raetia rekrutiert.

Da es keine Hinweise auf die Namenszusätze milliaria (1000 Mann) und equitata (teilberitten) gibt, ist davon auszugehen, dass es sich um eine reine Infanterie-Kohorte, eine Cohors (quingenaria) peditata, handelt. Die Sollstärke der Einheit lag bei 480 Mann, bestehend aus 6 Centurien mit jeweils 80 Mann.

## Geschichte
Die Kohorte war in der Provinz Germania inferior stationiert. Sie ist auf Militärdiplomen für die Jahre 98 bis 152 n. Chr. aufgeführt.
Die Hilfstruppeneinheiten der Räter wurden laut Tacitus zu zwei verschiedenen Zeitpunkten rekrutiert: nach der Eroberung Raetiens um 15 v. Chr. sowie um 70 n. Chr. in Folge des Helvetieraufstands.
Der erste Nachweis der Einheit in Germania inferior beruht auf einem Militärdiplom, das auf 98 datiert ist. In dem Diplom wird die Kohorte als Teil der Truppen (siehe Römische Streitkräfte in Germania) aufgeführt, die in der Provinz stationiert waren. Weitere Diplome, die auf 127 bis 152 datiert sind, belegen die Einheit in derselben Provinz.
Laut Paul A. Holder wurde die Kohorte danach in die Provinz Britannia verlegt, wo sie 166/169 durch die Inschrift (RIB 1737) belegt ist.

## Standorte
Standorte der Kohorte in Britannia waren möglicherweise:
- Aesica (Great Chesters): Die Inschrift (RIB 1737) wurde hier gefunden.[A 1]

Standorte der Kohorte in Germania waren möglicherweise:
- Vindonissa (Windisch): Ziegel mit dem Stempel C VI RAETO (CIL 13, 12456) wurden hier gefunden.

## Angehörige der Kohorte
Folgende Angehörige der Kohorte sind bekannt.

### Kommandeure
| - C(aius) Rufius Moderatus Iunianus Iuncinus, ein Präfekt (CIL 3, 5202) | - M(arcus) Tituleius Victor, ein Präfekt (CIL 13, 5382) |